# Do-jeon! Supermodel Korea (mùa 2)
Do-jeon! Supermodel Korea, Mùa 2 (hay Korea's Next Top Model, Mùa 2) là mùa thứ hai của Do-jeon! Supermodel Korea mà trong đó, các thí sinh cạnh tranh giành danh hiệu Korea's Next Top Model để có cơ hội để bắt đầu sự nghiệp của họ trong ngành người mẫu.
Điểm đến quốc tế của mùa này là Saipan dành cho top 8 và New York dành cho top 2.
Người chiến thắng trong cuộc thi là Jin Jung Sun, 16 tuổi. Các giải thưởng của cô là:
- 1 hợp đồng người mẫu với ESteem Models
- Được lên ảnh bìa tạp chí W
- 1 hợp đồng quảng cáo với SK-II
- Giải thưởng tiền mặt trị giá ₩100.000.000

## Các thí sinh
(Độ tuổi tính từ ngày dự thi và sử dụng hệ thống xác định tuổi của Hàn Quốc)
| Thí sinh | Thí sinh       | Tuổi | Chiều cao                | Quê quán    | Bị loại ở | Hạng  |
| -------- | -------------- | ---- | ------------------------ | ----------- | --------- | ----- |
| 윤유진   | Yun You Jin    | 21   | 171,2 cm (5 ft 7+1⁄2 in) | Chungcheong | Tập 2     | 15    |
| 이은숙   | Lee Eun Sook   | 21   | 186 cm (6 ft 1 in)       |             | Tập 3     | 14    |
| 고정선   | Go Jeong Seon  | 27   | 168 cm (5 ft 6 in)       | Anyang      | Tập 4     | 13    |
| 제니불상 | Jenny Fuglsang | 24   | 177,6 cm (5 ft 10 in)    | Seoul       | Tập 5     | 12–11 |
| 박소연   | Park So Yeon   | 23   | 172,7 cm (5 ft 8 in)     |             | Tập 5     | 12–11 |
| 최지혜   | Choi Ji Hye    | 27   | 172,5 cm (5 ft 8 in)     | Seoul       | Tập 6     | 10    |
| 고은비   | Ko Eun Bi      | 17   | 167 cm (5 ft 5+1⁄2 in)   | Seoul       | Tập 7     | 9     |
| 이성실   | Lee Seong Sil  | 25   | 175,5 cm (5 ft 9 in)     | Busan       | Tập 8     | 8     |
| 이송이   | Lee Song Lee   | 24   | 172 cm (5 ft 7+1⁄2 in)   | Seoul       | Tập 9     | 7     |
| 이선영   | Lee Sun Young  | 24   | 170 cm (5 ft 7 in)       | Seoul       | Tập 9     | 6     |
| 엄유정   | Um You Jung    | 19   | 171,9 cm (5 ft 7+1⁄2 in) | Seoul       | Tập 10    | 5     |
| 송해나   | Song Hae Na    | 25   | 168,8 cm (5 ft 6+1⁄2 in) | Seoul       | Tập 12    | 4–3   |
| 이제니   | Lee Jenny      | 27   | 173,5 cm (5 ft 8+1⁄2 in) | Seoul       | Tập 12    | 4–3   |
| 박슬기   | Park Seul Ki   | 25   | 177 cm (5 ft 9+1⁄2 in)   | Seoul       | Tập 14    | 2     |
| 진정선   | Jin Jung Sun   | 17   | 173,6 cm (5 ft 8+1⁄2 in) | Seoul       | Tập 14    | 1     |

## Các tập

### Tập 1: Casting Call
Khởi chiếu: 25 tháng 6 năm 2011
Từ 1000 cô gái đăng kí dự thi vòng sơ tuyển, họ đã phải trải qua 3 vòng thi để tìm ra 26 thí sinh sẽ được bước vào vòng casting của cuộc thi.

### Tập 2: Super Survival With Superior Genes
Khởi chiếu: 9 tháng 7 năm 2011
26 thí sinh bán kết được gặp nhau tại một nhà ga tốc hành ở Seoul để bắt đầu cuộc thi. Sau đó, họ được gặp người mẫu Lee Hyun Yi tại Công viên đua ngựa Seoul ở Gwacheon cho thử thách catwalk trên cát, trước khi họ có 2 phút để lựa chọn trang phục cho mình cho buổi chụp hình đầu tiên hóa thân thành những tay đua ngựa thời trang với ngựa. Vào buổi đánh giá đầu tiên, Yoon Ju đã gọi tên 13 cô gái để chia thành 2 nhóm, khi 1 nhóm sẽ lên xe đưa tới ngôi nhà chung trong khi nhóm còn lại sẽ gặp Hyun Yi tại Ga Seoul và sẽ chỉ có 2 cô gái trong số họ được chọn. Kết quả là 15 cô gái đã được chọn và sẽ bước vào cuộc thi.
Ngày hôm sau, họ đã có buổi chụp hình tiếp theo hóa thân thành những minh tinh khao khát sự nghiệp, trong khi họ sẽ phải khỏa thân phần trên. Vào buổi đánh giá ngày tiếp theo với sự xuất hiện giám khảo khách mời là Oh Mi Ran, Jenny L. là người được gọi tên đầu tiên còn You Jin là thí sinh đầu tiên bị loại.
- Nhiếp ảnh gia: Zo Sun Hi
- Khách mời đặc biệt: Lee Hyun Yi, Oh Mi Ran

### Tập 3: Makeover In Tears & A Male Model’s Secret Love
Khởi chiếu: 16 tháng 7 năm 2011
Yoon Ju đến gặp 14 cô gái còn lại tại ngôi nhà chung trong một bộ tóc giả để thông báo rằng họ sẽ có một buổi diện mạo mới, trước khi họ có một buổi trình diễn thời trang giả trong những bộ tóc giả. Ngày hôm sau, họ được gặp chuyên gia trang điểm Soo Kyung và nhà tạo mẫu Lee Soon Cheol tại tiệm salon Soonsoo Beauty để nhận diện mạo mới của mình. Quay về ngôi nhà chung, họ được nhận một tủ phụ kiện và quần áo từ American Spa Touch.
Ngày tiếp theo, các cô gái được gặp giám đốc sáng tạo Ha Sang Beg tại một khách sạn ở Gangnam cho buổi chụp hình tiếp theo khi họ sẽ tạo dáng thân mật cùng với người mẫu nam Kim Hyun Joong ở một bữa tiệc bên hồ bơi. Vào buổi đánh giá ngày hôm sau với sự xuất hiện giám khảo khách mời là Kim Wook, Jenny L. là người được gọi tên đầu tiên còn Eun Sook là thí sinh tiếp theo bị loại.
- Nhiếp ảnh gia: Kim Wook
- Khách mời đặc biệt: Lee Soon Cheol, Soo Kyung, Seo Jung Ik, Kim Hyun Joong

### Tập 4: Shock! Tiger JK's Extraordinary Transformation Captivated By 13 Femme Fatales
Khởi chiếu: 23 tháng 7 năm 2011
13 cô gái còn lại được đưa tới quản lí người mẫu ESteem Models cho một buổi học catwalk với Yoon Ju, trước khi có thử thách casting cho Fendi và Jenny L., Jung Sun, Seul Ki & Song Lee là 4 người gây ấn tượng nhất nên sẽ có thử thách catwalk trong trang phục của Fendi. Ngày hôm sau, họ nhận được kết quả là Seul Ki chiến thắng thử thách và sẽ được trình diễn thời trang cho bộ sưu tập Thu-Đông 2011 của Fendi trên Sông Hán, trong khi những người còn lại được đi xem Seul Ki xuất hiện trên sàn diễn thời trang.
Ngày tiếp theo, các cô gái được đưa tới một hộp đêm ở Itaewon cho một buổi quay video âm nhạc Doo Doo Doo Wap Ba Balu của nhóm nhạc Drunken Tiger, khi họ sẽ tiệc tùng trong hộp đêm và từng người sẽ có cảnh quay nhảy với ca sĩ Tiger JK. Nhưng trước đó, họ đã có thử thách nhảy trong hộp đêm và Sun Young làm tốt nhất nên sẽ được nhận vai chính cho video âm nhạc. Vào buổi đánh giá ngày hôm sau với sự xuất hiện giám khảo khách mời là Kim Han Joon, Tiger JK & Jo Poong Yeon, Hae Na là người được gọi tên đầu tiên còn Jeong Seon là thí sinh tiếp theo bị loại.
- Khách mời đặc biệt: Kwon Hyun Jin, Lee Hyun Yi, Ai Tominaga, Patina Lim, Han Hye Jin, Bonnie Chen, Song Kyung A, Emma Pei, Fei Fei Sun, Chương Tử Di, Fhi Fan, Tiger JK, Jo Poong Yeon, Kim Han Joon

### Tập 5: Acting Mission Of Tears And Anger & Transform Into A Fascinating Diva
Khởi chiếu: 30 tháng 7 năm 2011
12 cô gái còn lại đã được đi xem phim tại rạp chiếu phim CJ CGV ở Sindorim, trước khi bất ngờ có một buổi học diễn xuất từ diễn viên Lee Byung Joon. Sau đó, họ đã có thử thách chụp hình trong thang máy khi họ phải thể hiện các tình huống và cảm xúc nhất định một cách nhanh chóng và mạnh mẽ, Hae Na chiến thắng thử thách và cô chọn Ji Hye để cùng nhận thưởng là một buổi mua sắm trang sức từ Cartier trị giá ₩2.000.000, trong khi những người còn lại sẽ được Hae Na phân công dọn dẹp nhà cửa.
Ngày hôm sau, các cô gái được đưa tới một nhà máy bỏ hoang ở Gyeonggi cho buổi chụp hình tiếp theo hóa thân thành những nữ danh ca trong đồ lót, trong khi họ sẽ được phân một phong cách nhất định dựa trên những bộ đĩa album nhạc. Nhưng trước đó, họ được nhận một số lời khuyên từ siêu mẫu Gisele Bündchen thông qua màn hình. Vào buổi đánh giá ngày tiếp theo với sự xuất hiện giám khảo khách mời là Kim Han Joon & Lee Seung Yeon, Jung Sun là người được gọi tên đầu tiên còn Jenny F. & So Yeon là 2 thí sinh tiếp theo bị loại.
- Nhiếp ảnh gia: Kim Yeong Jun
- Khách mời đặc biệt: Lee Byung Joon, Seo Jung Ik, Gisele Bündchen, Kim Han Joon, Lee Seung Yeon

### Tập 6: Miss J's Walking Training & Mid Lost Concept Wild Pictorial
Khởi chiếu: 6 tháng 8 năm 2011
10 cô gái còn lại được đưa tới quản lí người mẫu ESteem Models cho một buổi học catwalk với Sang Beg, trước khi từng người một sẽ được huấn luyện riêng với chuyên gia catwalk J. Alexander. Sau đó, họ được đua tới N Seoul Tower cho thử thách trình diễn thời trang trong bộ sưu tập Xuân-Hè 2011 của Jill Stuart, khi họ sẽ đi giày cao gót trên băng chuyền chạy ngược chiều. Kết quả là Sun Young chiến thắng thử thách và được nhận 2 chiếc váy từ Jill Stuart trị giá ₩1.000.000.
Ngày hôm sau, các cô gái được đưa tới bãi biển Maengbang ở Gangwon và họ phải tự chia thành 3 nhóm cho buổi chụp hình tiếp theo hóa thân thành những người sống sót sau vụ đắm tàu. Vào buổi đánh giá ngày tiếp theo với sự xuất hiện giám khảo khách mời là Hwang Ui Geon & J. Alexander, You Jung là người được gọi tên đầu tiên còn Ji Hye là thí sinh tiếp theo bị loại.
- Nhiếp ảnh gia: Kim Yeong Jun
- Khách mời đặc biệt: J. Alexander, Han Hye Yeon, Hwang Ui Geon

### Tập 7: UV Syndrome With Yoo Se Yoon Talk Show Entrance Showdown & Girly VS Elegance Pictorial Mission
Khởi chiếu: 13 tháng 8 năm 2011
9 cô gái còn lại được đưa tới Gyeonggi cho thử thách phỏng vấn với bộ ba hài hước Ongdalsaem, khi họ sẽ đối mặt với một số tình huống bất ngờ. Kết quả là Song Lee chiến thắng thử thách và cô chọn Seong Sil để cùng nhận thưởng là 1 chiếc túi xách từ Jean Luc Amsler. Quay về ngôi nhà chung, họ được gặp diễn viên Park Shi Yeon và được nhận những bộ quần áo từ American Spa Touch.
Ngày hôm sau, các cô gái được gặp lại Sang Beg & Shi Yeon cho buổi chụp hình tiếp theo cho American Spa Touch, khi họ sẽ tạo dáng theo cặp như 2 chị em sinh đôi trong phong cách nữ tính hoặc thanh lịch. Vào buổi đánh giá ngày tiếp theo với sự xuất hiện giám khảo khách mời là Park Shi Yeon & Han Hye Yeon, Hae Na là người được gọi tên đầu tiên và sẽ được xuất hiện trong chiến dịch quảng cáo cho American Spa Touch, còn Eun Bi là thí sinh tiếp theo bị loại.
- Nhiếp ảnh gia: Kim Han Joon
- Khách mời đặc biệt: Jang Dong Min, Yu Sang Moo, Yoo Se Yoon, Park Shi Yeon, Han Hye Yeon

### Tập 8: Woman In The Dazzling Sun & Saipan Location Video Pictorial
Khởi chiếu: 20 tháng 8 năm 2011
Sang Beg đến gặp 8 cô gái còn lại tại ngôi nhà chung vào đêm khuya và họ được kiểm tra chiều cao và cân nặng để kiểm tra sự cải thiện của họ, trước khi háo hức khi biết rằng họ sẽ được bay tới Saipan. Sau khi tới nơi, họ đã có một ngày thư giãn tại khu nghỉ dưỡng Heaven II Scuba. Ngày tiếp theo, họ đã được trải nghiệm lặn và bơi giữa biển, trước khi có thử thách trình diễn thời trang trên sàn diễn nhỏ nằm giữa hồ bơi. Kết quả là Jenny L. chiến thắng thử thách và được nhận 2 tấm vé máy bay tới Saipan. Sau đó, các cô gái đã có một bữa tiệc nướng bên hồ bơi với Sang Beg.
Ngày hôm sau, họ được đưa tới đảo Mañagaha cho một buổi quay video thời trang mang tên "Sự cám dỗ bí ẩn", khi họ phải thể hiện như đang hoang lạc trên hòn đảo. Nhưng trước đó, Sang Beg đã khiển trách các cô gái do không tập trung đúng giờ và vì sự chậm trễ của họ đã khiến cho những thợ trang điểm và làm tóc cho họ phải đợi, kết quả là Hae Na, Jung Sun & Sun Young là 3 người phải chịu phạt nên họ sẽ có ít lần quay video hơn những người còn lại. Vào buổi đánh giá sau khi các cô gái quay về Seoul với sự xuất hiện giám khảo khách mời là Fhi Fan, Seul Ki là người được gọi tên đầu tiên còn Seong Sil là thí sinh tiếp theo bị loại.
- Khách mời đặc biệt: Han Hye Yeon, Kim Han Joon, Fhi Fan

### Tập 9: Challenge Yourself To Achieve Clear And Clean Youthful Skin
Khởi chiếu: 27 tháng 8 năm 2011
7 cô gái còn lại được đưa tới Đại học Quốc dân Hàn Quốc cho thử thách làm người mẫu cho các sinh viên vẽ, khi họ sẽ tự làm trang phục từ một mảnh vải và phải giữ nguyên một kiểu tạo dáng thể hiện cảm xúc nhất định dựa trên màu sắc của tấm vải đó trong 20 phút. Kết quả là Sun Young chiến thắng thử thách và được nhận một buổi mua sắm từ Folli Follie trị giá ₩2.000.000, cùng với việc cô sẽ được thêm 20 lần bấm máy cho buổi chụp hình bằng cách lấy đi 10 lần từ Jenny L. & Jung Sun.
Ngày hôm sau, các cô gái được gặp Sang Beg và giám đốc marketing của SK-II Kim Jae Rim tại Cửa hàng Hyundai cho buổi chụp hình chân dung cho SK-II, khi họ sẽ tạo dáng theo nhóm 3 người với 2 người đứng sau tạo dáng làm nền cho người đứng chính. Vào buổi đánh giá ngày tiếp theo với sự xuất hiện giám khảo khách mời là Lee Young Jin, Seul Ki là người được gọi tên đầu tiên còn Song Lee & Sun Young lần lượt là 2 thí sinh tiếp theo bị loại.
- Nhiếp ảnh gia: Oh Joong Seok
- Khách mời đặc biệt: Lee Je, Kim Jae Rim, Lee Young Jin

### Tập 10: Top 5 Tense Tension! Highly Difficult Wire Ballet Pictorial Challenge!
Khởi chiếu: 3 tháng 9 năm 2011
5 cô gái còn lại đã có một buổi học múa balê từ 2 vũ công balê Kim Joo Won & Ohm Jae Yong, trước khi có thử thách múa balê với Jae Yong và mỗi người sẽ có một vở kịch khác nhau để diễn. Kết quả là Jenny L. chiến thắng thử thách và cô chọn You Jung để cùng nhận thưởng là một buổi thư giãn spa tại SK-II Boutique.
Ngày hôm sau, họ đã có buổi chụp hình tiếp theo hóa thân thành những vũ công balê trong vở kịch họ diễn ở thử thách vừa rồi, trong khi họ sẽ được treo lơ lửng trên không. Quay về ngôi nhà chung, họ đã có một bữa tiệc sinh nhật cho Jenny L.. Vào buổi đánh giá ngày tiếp theo với sự xuất hiện giám khảo khách mời là Kim Joo Won, Seul Ki là người được gọi tên đầu tiên còn You Jung là thí sinh tiếp theo bị loại.
- Nhiếp ảnh gia: Yoon Myung Sub
- Khách mời đặc biệt: Kim Joo Won, Ohm Jae Yong

### Tập 11
Khởi chiếu: 10 tháng 9 năm 2011
Đây là tập ghi lại khoảnh khắc từ đầu cuộc thi.

### Tập 12: Designer Casting Mission & Mysterious Hanbok Pictorial
Khởi chiếu: 17 tháng 9 năm 2011
Yoon Ju đến gặp 4 cô gái còn lại tại ngôi nhà chung cho một buổi nói chuyện riêng về cách sắp xếp những tấm ảnh hợp lí nhất cho quyển portfolio của họ, trước khi có một bữa tối tại nhà hàng Buona Sera. Ngày hôm sau, họ được gặp Sang Beg tại CJ E&M cho thử thách casting cho Seoul Fashion Week Xuân-Hè 2012, khi họ sẽ có ₩30.000 và 5 giờ để đi gặp 6 nơi: Partsparts, Steve J & Yoni P, Andy & Debb, Push Button, Kwak Hyun Joo & The Centaur, và phải quay lại ngôi nhà chung trước khi hết giờ. Kết quả là Hae Na là người duy nhất quay về muộn và với 4 nơi chọn trên 4 nơi, Jung Sun chiến thắng thử thách và sẽ được nghỉ qua đêm tại khách sạn cùng với gia đình cô. 
| Thí sinh | Thí sinh | Buổi casting | Buổi casting  | Buổi casting | Buổi casting | Buổi casting     | Buổi casting |
| Thí sinh | Thí sinh | Partsparts   | Kwak Hyun Joo | Push Button  | The Centaur  | Steve J & Yoni P | Andy & Debb  |
| -------- | -------- | ------------ | ------------- | ------------ | ------------ | ---------------- | ------------ |
| Hae Na   |          |              |               |              |              |                  |              |
| Jenny L. |          |              |               |              |              |                  |              |
| Jung Sun |          |              |               |              |              |                  |              |
| Seul Ki  |          |              |               |              |              |                  |              |

Ngày tiếp theo, họ đã có buổi chụp hình tiếp theo trong những bộ Hanbok thời trang cao cấp. Vào buổi đánh giá ngày hôm sau, Jung Sun là thí sinh vào chung kết đầu tiên, Seul Ki là thí sinh tiếp theo còn Hae Na & Jenny L. là 2 thí sinh cuối cùng bị loại.
- Nhiếp ảnh gia: Zo Sun Hi
- Khách mời đặc biệt: Sam Kim, Im Seon Ok, Kwak Hyun Joo, Park Seung Gun, Ye Ran Ji, Steve Jung, Yoni Pai, Kim Seok Won

### Tập 13: Recent Status & Revelations Of Eliminated Candidates
Khởi chiếu: 24 tháng 9 năm 2011
Yoon Ju cùng với 13 cô gái bị loại trước đó đã gặp nhau tại ngôi nhà chung để trò chuyện về trải nghiệm của họ trong cuộc thi.

### Tập 14: Final Winner Revealed
Khởi chiếu: 1 tháng 10 năm 2011
Sau khi Hae Na & Jenny L. bị loại, Jung Sun & Seul Ki đã quay về cuộc sống thường ngày của họ. 2 tháng sau, họ được gặp lại nhau và gặp Sang Beg tại studio Yong Jang Kwan cho buổi chụp hình cuối cùng cho ảnh bìa tạp chí W, khi họ sẽ chụp hình cho bản in và bản điện tử. Ngày hôm sau, họ được bay tới New York và đã có một ngày nghỉ sau khi tới nơi. Ngày tiếp theo, họ gặp Yoon Ju & Sang Beg tại Quảng trường Thời Đại cho thử thách quay video thể hiện sự quyến rũ của họ với tư cách là một người mẫu ở New York trong 3 giờ.
Ngày hôm sau, cả 2 đã có một buổi casting cho Major Model Management và Jung Sun là người được đánh giá cao nhất. Sau đó, họ được gặp giám khảo Ku Ho cho một buổi thử đồ. Ngày kế tiếp, họ được đưa tới Central 548 cho một buổi diễn tập, trước khi tham gia vào buổi trình diễn thời trang cuối cùng cho bộ sưu tập Xuân-Hè 2012 của Hexa By Kuho tại Mercedes-Benz Fashion Week. Vào buổi đánh giá cuối cùng sau khi các cô gái quay về Seoul với sự xuất hiện giám khảo khách mời là Byun Jung Soo, Jung Sun trở thành quán quân thứ hai của Korea's Next Top Model.
- Nhiếp ảnh gia: Hong Jang Hyun
- Khách mời đặc biệt: Choi Yoo Kyung, Katia Sherman, Gary Bertalovitz, Byun Jung Soo

### Tập 15: Jin Jung Sun vs Park Seul Ki. Now We Can Talk
Khởi chiếu: 15 tháng 10 năm 2011
Đây là tập đặc biệt ghi lại toàn bộ hành trình của Jung Sun & Seul Ki trong cuộc thi và cuộc sống của họ sau chương trình.

## Thứ tự gọi tên
| Thứ tự | Tập                | Tập        | Tập        | Tập        | Tập              | Tập       | Tập       | Tập       | Tập       | Tập      | Tập             | Tập      | Tập |
| Thứ tự | 2                  | 2          | 3          | 4          | 5                | 6         | 7         | 8         | 9         | 10       | 12              | 14       |     |
| ------ | ------------------ | ---------- | ---------- | ---------- | ---------------- | --------- | --------- | --------- | --------- | -------- | --------------- | -------- | --- |
| 1      | Seong Sil          | Jenny L.   | Jenny L.   | Hae Na     | Jung Sun         | You Jung  | Hae Na    | Seul Ki   | Seul Ki   | Seul Ki  | Jung Sun        | Jung Sun |     |
| 2      | You Jung           | Jung Sun   | Jung Sun   | Jenny L.   | Hae Na           | Jenny L.  | Jung Sun  | Jenny L.  | Hae Na    | Hae Na   | Seul Ki         | Seul Ki  |     |
| 3      | You Jin            | You Jung   | Hae Na     | Sun Young  | Jenny L.         | Seong Sil | Seong Sil | Jung Sun  | Jung Sun  | Jung Sun | Hae Na Jenny L. |          |     |
| 4      | So Yeon            | Seul Ki    | Song Lee   | Seul Ki    | You Jung         | Jung Sun  | Sun Young | Hae Na    | Jenny L.  | Jenny L. | Hae Na Jenny L. |          |     |
| 5      | Jeong Seon         | Seong Sil  | Ji Hye     | Seong Sil  | Seul Ki          | Eun Bi    | Jenny L.  | Sun Young | You Jung  | You Jung |                 |          |     |
| 6      | Song Lee           | Hae Na     | Seong Sil  | Jung Sun   | Ji Hye           | Song Lee  | Seul Ki   | You Jung  | Sun Young |          |                 |          |     |
| 7      | Jenny L.           | Song Lee   | Eun Bi     | Eun Bi     | Sun Young        | Seul Ki   | You Jung  | Song Lee  | Song Lee  |          |                 |          |     |
| 8      | Eun Sook           | Jeong Seon | So Yeon    | Jenny F.   | Eun Bi           | Sun Young | Song Lee  | Seong Sil |           |          |                 |          |     |
| 9      | Hae Na             | So Yeon    | Seul Ki    | Ji Hye     | Seong Sil        | Hae Na    | Eun Bi    |           |           |          |                 |          |     |
| 10     | Eun Bi             | Jenny F.   | You Jung   | Song Lee   | Song Lee         | Ji Hye    |           |           |           |          |                 |          |     |
| 11     | Seul Ki            | Ji Hye     | Sun Young  | You Jung   | Jenny F. So Yeon |           |           |           |           |          |                 |          |     |
| 12     | Jenny F.           | Eun Bi     | Jeong Seon | So Yeon    | Jenny F. So Yeon |           |           |           |           |          |                 |          |     |
| 13     | Ji Hye             | Sun Young  | Jenny F.   | Jeong Seon |                  |           |           |           |           |          |                 |          |     |
| 14     | Jung Sun Sun Young | Eun Sook   | Eun Sook   |            |                  |           |           |           |           |          |                 |          |     |
| 15     | Jung Sun Sun Young | You Jin    |            |            |                  |           |           |           |           |          |                 |          |     |

     Thí sinh bị loại
     Thí sinh chiến thắng cuộc thi
- Trong tập 2, từ 26 thí sinh bán kết đã giảm xuống còn 15.
- Các tập 5, 9 và 12 có loại trừ kép với ba thí sinh ở cuối bảng.
- Tập 11 là tập ghi lại khoảnh khắc từ đầu cuộc thi.
- Tập 13 là tập tái hợp lại các thí sinh.
- Tập 15 là tập đặc biệt của top 2 sau chương trình.

### Buổi chụp hình
- Tập 2: Tay đua ngựa (casting); Khỏa thân trong việc nghề nghiệp thiếu đói
- Tập 3: Cuộc hẹn hò bí mật
- Tập 4: Video âm nhạc: Doo Doo Doo Wap Ba Balu - Drunken Tiger
- Tập 5: Nữ danh ca trong đồ lót
- Tập 6: Sau vụ đắm tàu theo nhóm
- Tập 7: Chị em sinh đôi
- Tập 8: Phim thời trang: Sự cám dỗ bí ẩn ở Saipan
- Tập 9: Ảnh chân dung vẻ đẹp cho SK-IISK-II theo nhóm
- Tập 10: Vũ công balê bóng đêm
- Tập 12: Tạo dáng trong bộ đồ Hanbok hiện đại
- Tập 14: Ảnh bìa tạp chí W

### Diện mạo mới
- Eun Bi - Nhuộm đen
- Eun Sook - Nhuộm đỏ và thêm highlights màu nâu nhạt
- Hae Na - Tóc bob màu vàng sáng
- Jenny F. - Tỉa bớt và thêm mái ngố
- Jenny L. - Nối tóc giả và thêm highlights cam
- Ji Hye - Nhuộm nâu
- Jeong Seon - Cắt ngắn và nhuộm nâu, đỏ và tím
- Jung Sun - Nhuộm nâu và tẩy lông mi
- Sun Young - Tỉa bớt và thêm mái ngố
- Seul Gi - Cắt ngắn và thêm highlights nâu
- So Yeon - Nhuộm đen
- Song Lee - Tóc bob ngắn
- Seong Sil - Tóc ngang vai với mái ngố dày
- You Jung - Tóc bob cam và thêm mái ngố